# Střílečka
Střílečka, výjimečně také střílecí videohra, je videoherní žánr (podžánr akčních videoher), ve kterém je cílem hráče porazit postavu protivníka za použití střelných zbraní. Často jsou v těchto videohrách používány palné zbraně, které mohou být použity v kombinaci s granáty, zbrojí nebo například puškohledy. Klíčovou roli v podobných videohrách proto hrají střelivo, stav hráčovy zbroje a zdravotní stav jeho postavy, jakož i typ použité zbraně a případná různá její vylepšení.
Střílečky od hráče k podání dobrého výkonu zpravidla vyžadují dobré prostorové vnímání, rychlé reflexy a všeobecně rychlost. Typicky se tento žánr videoher hraje jako multiplayer, kdy proti sobě soupeří různí hráči, často v různých týmových sestavách. Možné je však střílečky hrát také jako singleplayer proti postavám ovládaných boty, kteří napodobují chování skutečného hráče.
Existuje celá řada subžánrů stříleček, přičemž mezi hlavní patří:
- First-person shooter
- Third-person shooter
- Shoot ’em up
  - Bullet hell
  - Kolejové střílečky
- Taktická střílečka
- Střílečka na hrdiny
- Light gun shooter

Mezi nejznámější střílečky patří tituly jako Counter-Strike, Valorant, Fortnite, PUBG, Apex Legends, Overwatch, Call of Duty, Battlefield, Far Cry, Half-Life, Metro Exodus, Rainbow Six Siege nebo třeba Wolfenstein.